# AD-Oliebollentest

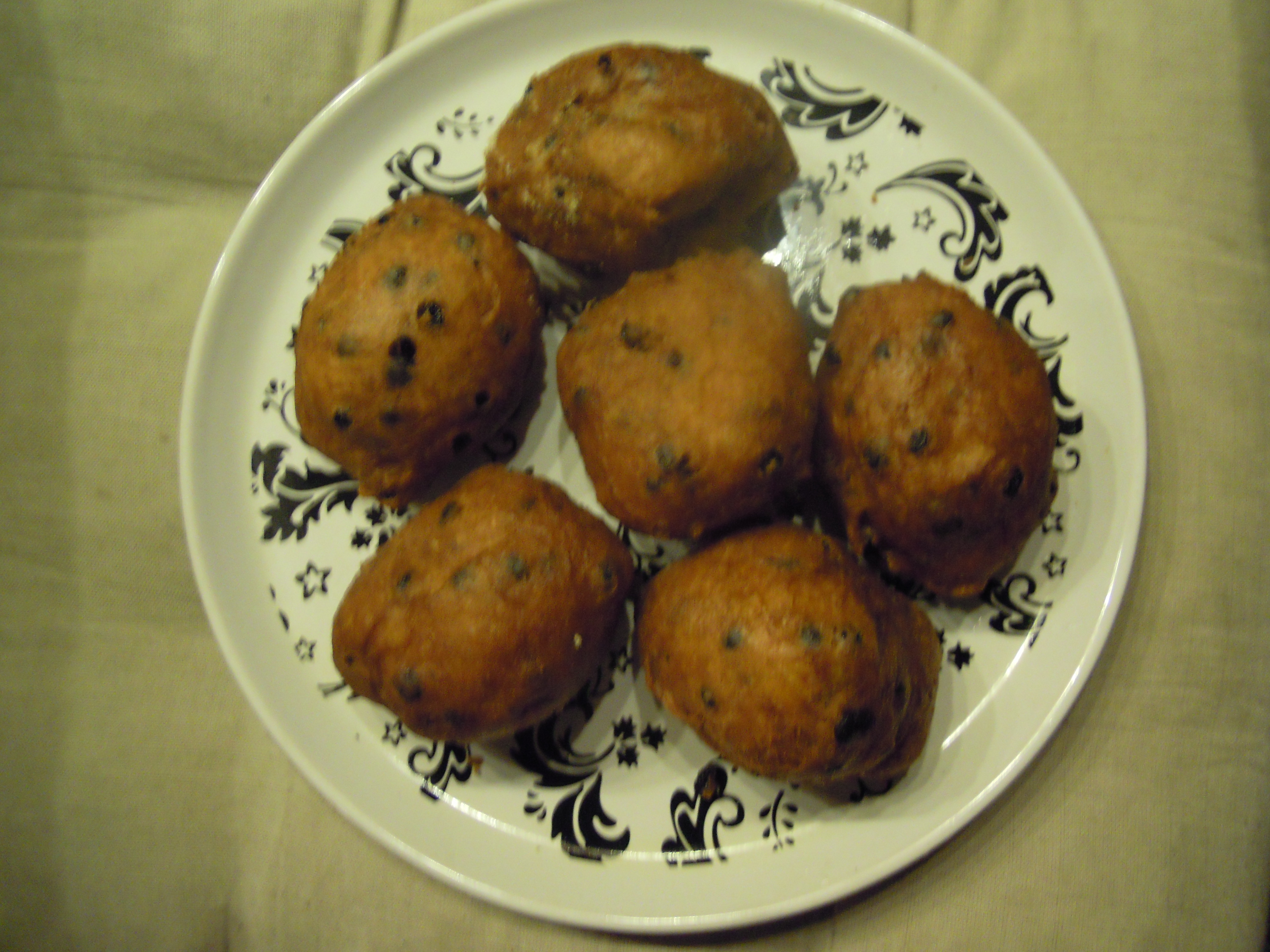
Oliebollen van Richard Visser uit Rotterdam, die de test het vaakst gewonnen heeft

De AD-Oliebollentest was een vanaf 1993 jaarlijks door het Algemeen Dagblad (AD) gehouden onderzoek naar de bakkerij of gebakkraam met de beste oliebollen van Nederland. De laatste test was in 2017.
AD-redacteuren haalden steekproefsgewijs oliebollen (altijd met krenten en/of rozijnen) op bij verkooppunten in geheel Nederland. In de Randstad werden relatief meer adressen aangedaan, omdat daar meer AD-lezers woonden. De oliebollen werden die avond beoordeeld door het Centrum voor Smaakonderzoek (CSO) samengesteld consumentenpanel. Het dagblad deed over meerdere pagina's verslag van de resultaten.

## Geschiedenis
In het begin beperkte de test zich tot die van enkele gebakkramen in Rotterdam. De chef van het AD-bedrijfsrestaurant fungeerde als de eerste keurmeester. Naderhand  
begonnen warme bakkers zich op te geven als deelnemer. Lange tijd werden alleen de warme bakkers van tevoren ingelicht over wanneer de bollen werden opgehaald. Als reden gaf het AD hiervoor aan dat in de periode dat de bollen getest gaan worden de warme bakkers nog bezig zijn met het bereiden van speculaas en gebak. In 2017 werden alle bedrijven die zich voor de test hadden aangemeld van tevoren gewaarschuwd wanneer de bollen werden opgehaald. Daarnaast konden lezers een oliebollenverkoper aandragen. Deze werden niet van tevoren gewaarschuwd. 
De panelleden waren volgens het AD mensen die van oliebollen hielden en werden volgens de krant geselecteerd op smaakvermogen. In het tv-praatprogramma van Eva Jinek van 21 december 2017 kwam naar voren dat niet het testpanel, maar de journalisten van het AD de teksten bij de testuitslagen schreven. In het programma bleek dat het testinstituut alleen cijfers van 3-4 tot 8-8,5 gaf. In de AD-uitslagenlijst kwamen tot dan toe lagere en hogere cijfers voor. AD-hoofdredacteur Hans Nijenhuis zegde bij Jinek toe dat in het vervolg een drie het laagste cijfer zou zijn.  Uiteindelijk werden er in 2017 in het AD geen punten uitgedeeld. De winnaar daarentegen kreeg bij de huldiging een tien voor zijn oliebollen.
In 2017 werd tevens besloten dat de deelnemers - naar de woorden van Nijenhuis - niet meer zouden worden "afgezeken". Zo kwamen in de resultaten namelijk omschrijvingen voor als: "zou zo een schoenzool smaken?", "Vogelvoer", "Lijkt nog het meest op een plastic speeltje voor de hond" en "een oliebol in de categorie: eet en sterf".
Werden in 2016 nog 160 zaken getest met evenveel uitslagen, in 2017 werden alleen de resultaten van de beste 75 oliebollen genoemd.
Op 1 juni 2018 werd door het AD bekendgemaakt dat de krant stopt met zowel de AD-Oliebollentest, de AD-Haringtest, als de AD-Friettest. Als officiële reden werd gegeven dat over smaak wel degelijk te twisten viel. Het AD had overigens over alle drie de testen klachten ontvangen van deelnemers dat de testen niet eerlijk zouden verlopen. Twee deelnemers aan de AD-Haringtest hadden eind 2017 zelfs een rechtszaak tegen de krant aangespannen. Desondanks wordt de OIiebollentest sinds dat jaar nog steeds gedaan. Het AD is daarbij vervangen door een groep van 14 vrijwilligers die de oliebollen testen onder de naam oliebollentestonline en bepalen wie de beste oliebollen van Nederland bakt. De uitslag van de test is sinds dat jaar te vinden op hun site. Op deze site kunnen oliebollenbakkers zich ook aanmelden voor de test.

## Richtlijnen
De panelleden proefden 'blind' (zonder te weten waar welke bol vandaan kwam) en in verschillende volgordes. Het panel oordeelde over onder meer het aantal krenten en rozijnen, de hoeveelheid, kwaliteit bakvet, luchtigheid en klef-, plakkerig- en zoetheid. Een bakkerijtechnoloog bekeek de vaktechnische aspecten van de bollen. Het door de Raad voor Certificatie gecertificeerde LabCo onderzocht het vetpercentage. Tot veertien procent werd als acceptabel gezien. Het keek ook naar het gehalte di- en polymere triglyceriden (DPTG), een afvalstof die ontstaat door het veelvuldig en/of langdurig verhitten van olie. Is dit boven de zestien procent, dan is het schadelijk voor de gezondheid en was de beoordeling direct laag. Alleen degenen die als hoogste eindigden, werden vaker getest.

### Test 2017
In 2017 haalden drie personen individueel van 7 tot en met 23 november per adres vijftien oliebollen met rozijnen en krenten op, maar zonder poedersuiker. Direct na het ophalen werden de bollen verpakt in een daarvoor bestemd kratje en voorzien van een codenummer. In het kratje lagen ze in een bakblik voor cupcakes, waardoor ze de mogelijkheid kregen om uit te wasemen. De bollen konden niet rollen. Aan het eind van de middag werden ze overhandigd aan het CSO. 's Avonds werden de bollen door twee panels van elk twintig personen koud geproefd, nog steeds zonder poedersuiker. De panelleden mochten niet met elkaar overleggen. Per panellid werd per monster een halve oliebol geproefd en van elk adres werden twee bollen in een vriezer bewaard. Op elke avondsessie werden tien tot twaalf afhaalpunten gekeurd. Bij de top-tien werden nog eens twee keer bollen gekocht, die deze keer 's middags al geproefd werden door dezelfde panelleden. Bij de derde keer werd niet vooraf bekendgemaakt wanneer ze opgehaald zouden worden en werden - voor het eerst - gekocht door een 'mysteryguest'. De bollen van de beste tien adressen zouden in dit jaar volgens het AD honderd keer geproefd zijn. Het uiteindelijke eindcijfer van het CSO had tot drie cijfers achter de komma. Bij een gelijk eindcijfer was de regel dat de eindwaardering afgerond zou worden tot één cijfer achter de komma. Zou ook dit hetzelfde zijn, dan was de afspraak dat de laagste prijs de doorslag zou geven. Zou ook daar geen verschil in zijn, dan kreeg de bol met het hoogste gewicht de voorkeur. Een laboratorium testte de bollen verder nog op vetpercentage.

## Winnaars

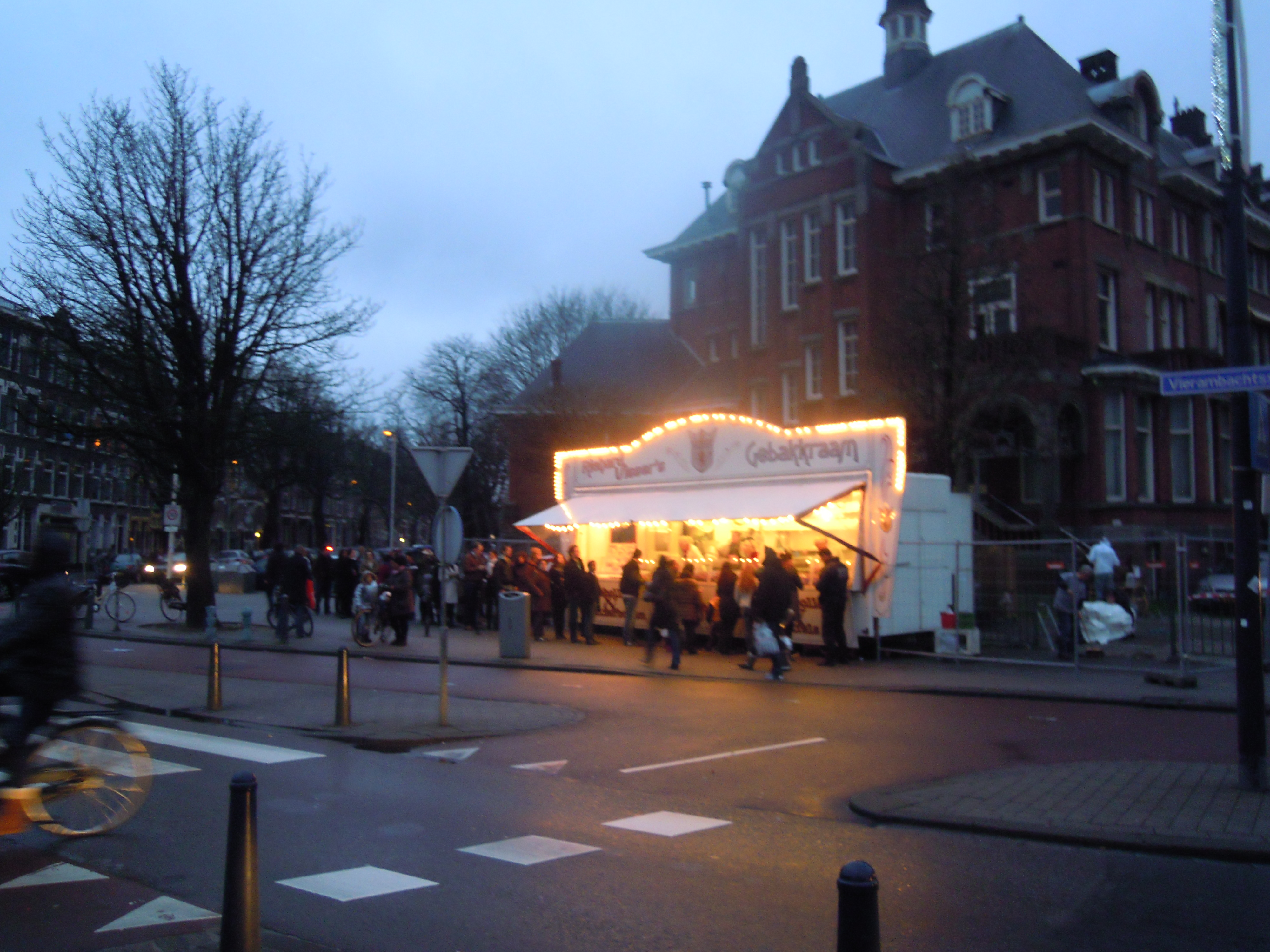
Richard Visser's Gebakkraam in Rotterdam (2011)

- 2017 - Bakkerij Klootwijk - Rotterdam
- 2016 - Meesterbakker Voskamp - Spijkenisse
- 2015 - Meesterbakker Voskamp - Spijkenisse
- 2014 - Bakkerij Brokking - IJsselstein
- 2013 - Richard Visser's Gebakkraam - Rotterdam
- 2012 - Willy en Inge Olink - Maarssen
- 2011 - Richard Visser's Gebakkraam - Rotterdam
- 2010 - Meesterbakker Voskamp - Spijkenisse
- 2009 - Richard Visser's Gebakkraam - Rotterdam
- 2008 - Richard Visser's Gebakkraam - Rotterdam
- 2007 - Bakkerij Van Maanen - Katwijk aan Zee
- 2006 - Richard Visser's Gebakkraam - Rotterdam
- 2005 - Richard Visser's Gebakkraam - Rotterdam
- 2004 - Verwijk's gebakkraam - Gouda
- 2003 - Richard Visser's Gebakkraam - Rotterdam
- 2002 - Ron's Oliebollenkraam - Dordrecht
- 2001 - Bakkerij Van Maanen - Katwijk aan Zee
- 2000 - Richard Visser's Gebakkraam - Rotterdam
- 1999 - Gedeelde eerste plaats:

- Bakkerij Rud. Venekamp - Amsterdam
- Richard Visser's Gebakkraam - Rotterdam
- 1998 - Bakkerij Steevens - ... (Limburg, meerdere vestigingen)
- 1997 - Bakkerij Steevens - ... (Limburg, meerdere vestigingen)
- 1996 - Bakkerij Steevens - ... (Limburg, meerdere vestigingen)
- 1995 - Ron's Oliebollenkraam - Dordrecht
- 1994 - Ron's Oliebollenkraam - Dordrecht